# Могила Данила Нечая
Моги́ла сора́тника Богда́на Хмельни́цького Дани́ла Нечая́ — поховання у 1651 р. українського військового діяча, полковника брацлавського, героя національно-визвольної боротьби українського народу в 1648—1657 рр. поблизу с. Черемошного на Поділлі. Пам'ятка історії України національного значення.

## Розташування
Курган, обсаджений деревами, посеред поля — в 2,9 км на південний схід від центра с. Черемошного і від автошляху Т 0230.

## Передісторія
У лютому місяці 1651 р. польське військо, порушивши Зборівську угоду, посунулося на Брацлавщину. Брацлавський полковник Данило Нечай з основними силами перебував з 17 лютого у містечку Красному, де святкували масляну. Були заскочені зненацька силами польного коронного гетьмана Марціна Каліновського і на світанку 20 лютого прийняли нерівний бій. Данило Нечай був важко поранений і загинув в перший день побоїща.
Його тіло було перенесено захисниками Красного до замкової церкви великомучениці Варвари. На третій день битви, під час відспівування до неї вдерлися жовніри і силою відняли тіло Нечая. Місцеві жителі пропонували великий викуп за тіло, щоб поховати його з почестями, але «поляки порубали його на мак і кинули в річку Краснянку». За переказами, місцеві сміливці врятували від наруги голову полковника, яку поховали між Черемошним і Красним у великому кургані, насипаному козацькими шапками і оточеному шістьма меншими курганами. За припущенням деяких дослідників, Нечая поховали в існуючу скіфську могилу.
За іншою версією голову відвезли до Києва і поховали в одному з монастирів.
Існують версії про поховання голови народного героя у Вінницькому домініканському монастирі за наказом Івана Богуна або навіть про відправку до Стамбула, де нібито жив дід Нечая по материнській лінії.

## Могила
Упродовж віків лише дерев'яний хрест стояв на могилі Нечая. В 1884 р. були проведені розкопки кургану. Там було виявлено три поховання: прадавнє, і два давніх. В тому числі — кінські кістки, за легендою — коня Нечая. У 1925 р. на могилі з'явився пам'ятний знак, а в 1954 р. до 300-річчя Переяславської ради на могилі було встановлено чотиригранний обеліск, виготовлений з гніванського граніту місцевими каменярами з пам'ятним надписом. У 1996 р. поруч з обеліском встановлено козацький хрест.

## Сучасний контекст
Могила Данила Нечая як об'єкт туристичної уваги в 2012 р. був визначений одним з переможців районного конкурсу «Сім чудес Тиврівщини».
Разом з могилою туристам пропонується відвідання пам'ятника Данилові Нечаю у Красному з розповіддю про бій у лютому 1651 р. та історію Краснянської сотні, а також відвідини Тиврівського районного краєзнавчого музею, де крім експонатів козацької доби Данило Нечай постає як герой народних легенд та пісень, зокрема твору «Ой з-за гори високої».

## Галерея

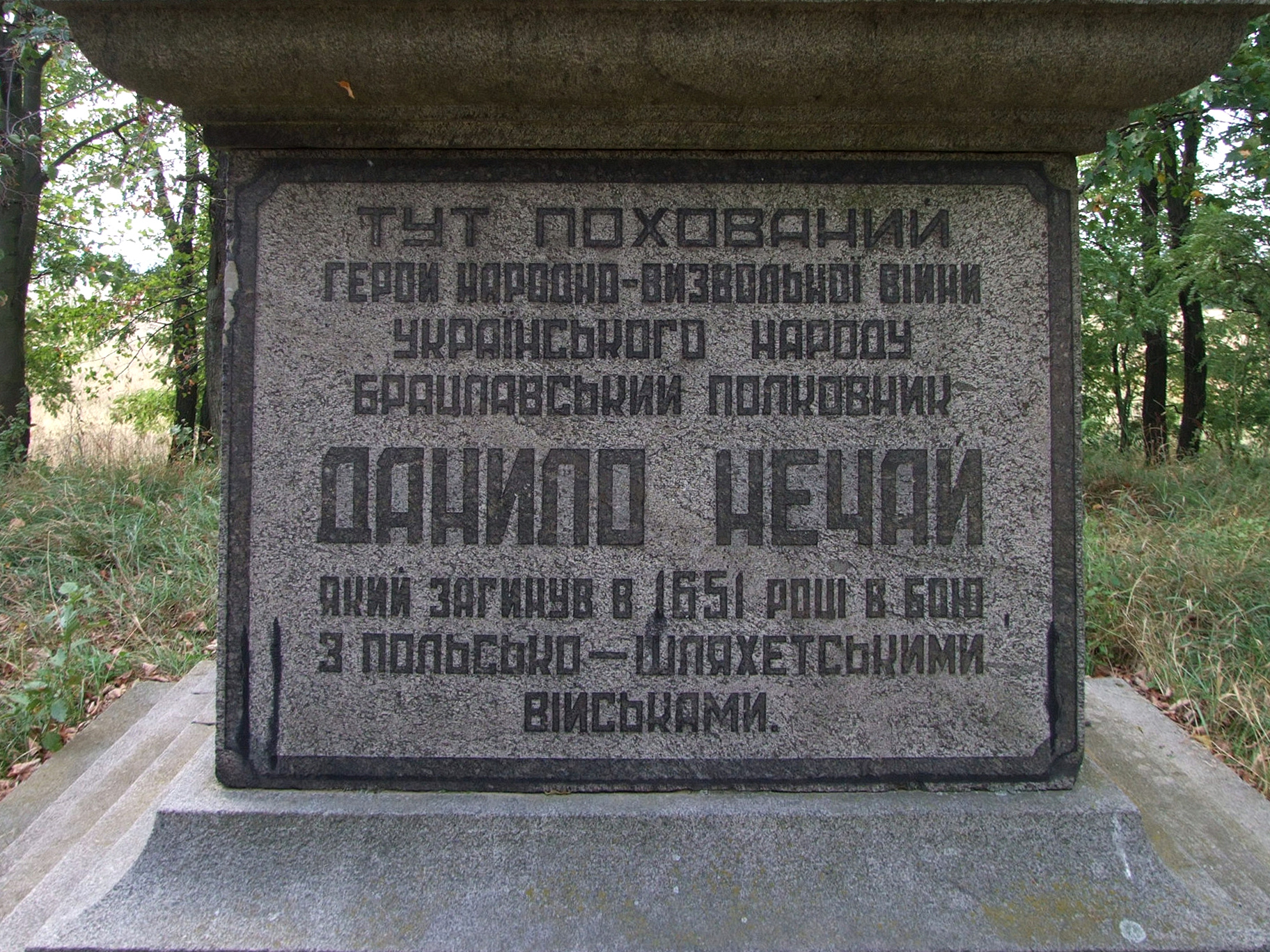
Надпис на пам'ятнику
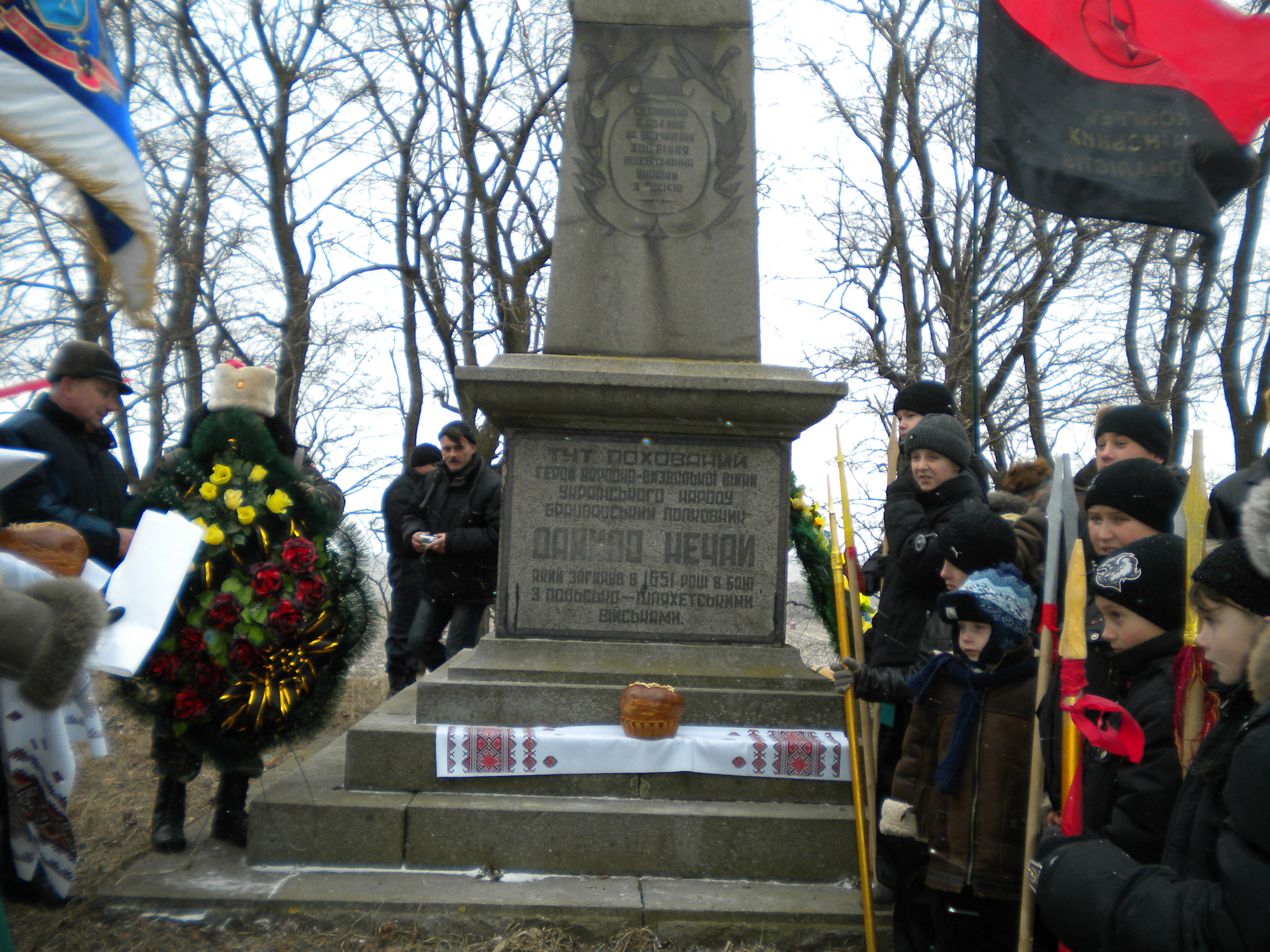
Урочистий захід біля пам'ятника
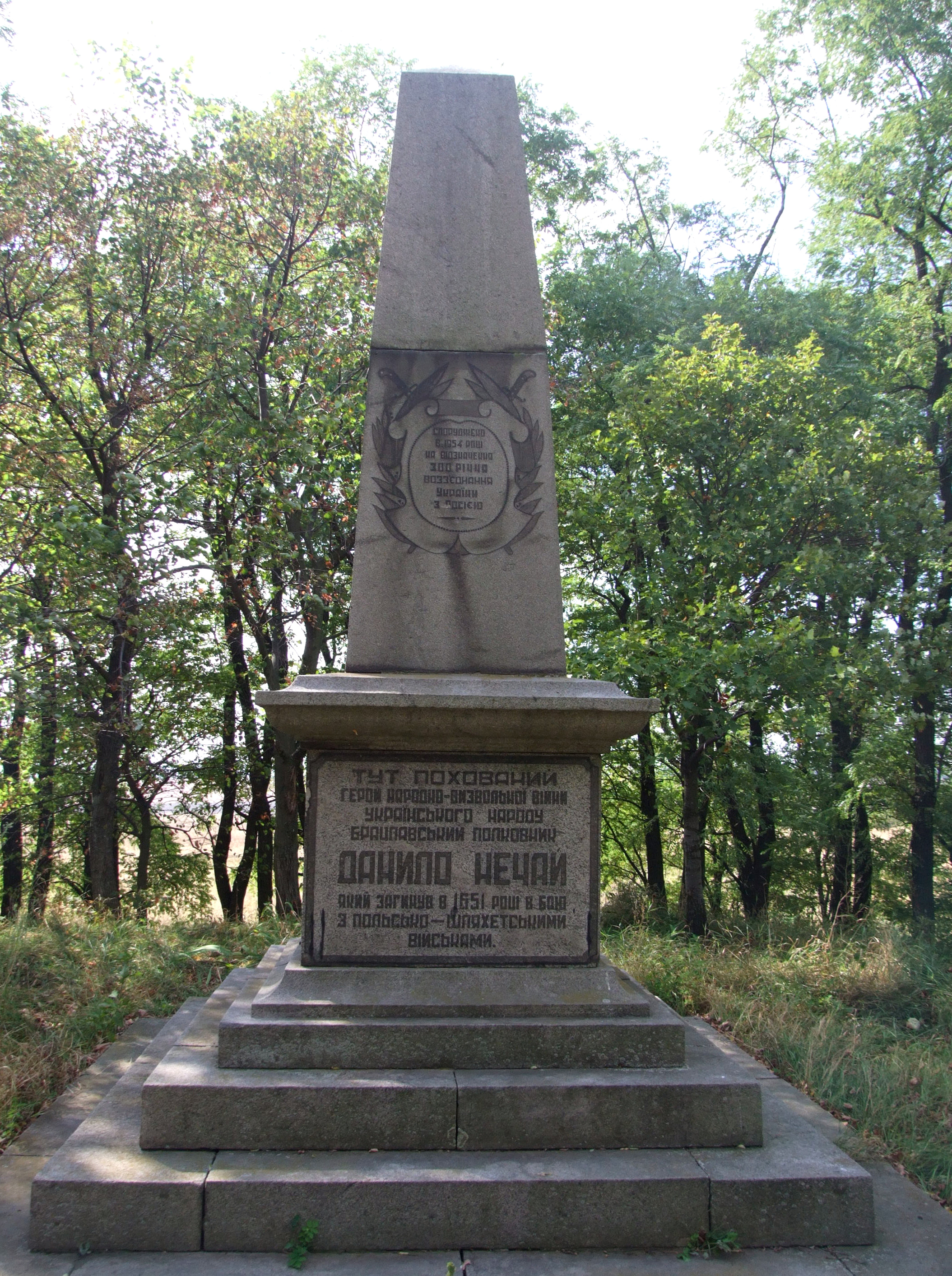
Головний вигляд
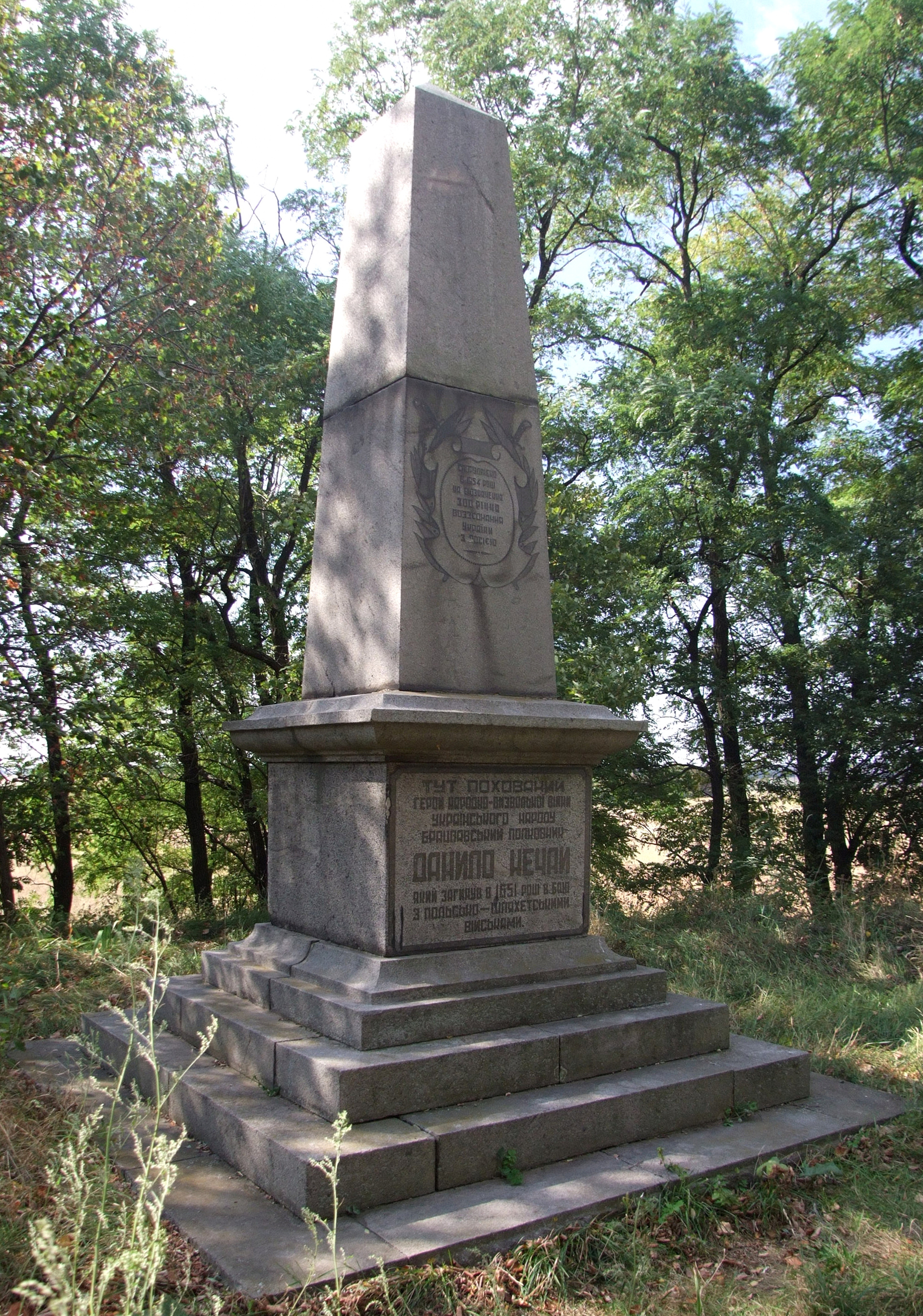
Кутовий вигляд
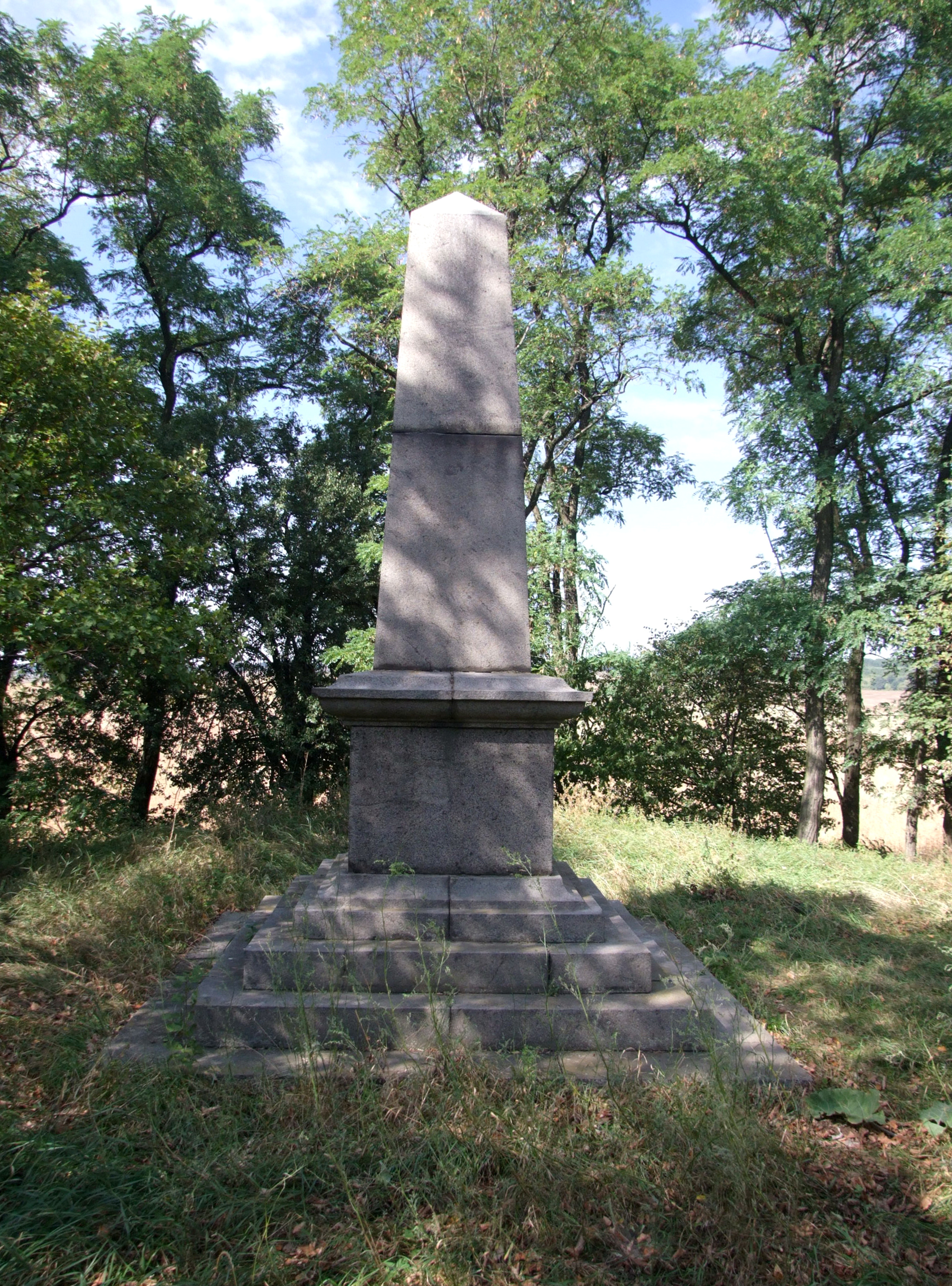
Зворотня сторона